# Ciaus d'Alègre
Céaux-d'Allègre és un municipi francès situat al departament de l'Alt Loira i a la regió d'Alvèrnia-Roine-Alps. L'any 2007 tenia 448 habitants.

## Demografia

### Població
El 2007 la població de fet de Céaux-d'Allègre era de 448 persones. Hi havia 197 famílies de les quals 67 eren unipersonals (51 homes vivint sols i 16 dones vivint soles), 51 parelles sense fills, 63 parelles amb fills i 16 famílies monoparentals amb fills.
La població ha evolucionat segons el següent gràfic:
Habitants censats

### Habitatges
El 2007 hi havia 347 habitatges, 201 eren l'habitatge principal de la família, 105 eren segones residències i 41 estaven desocupats. 342 eren cases i 3 eren apartaments. Dels 201 habitatges principals, 187 estaven ocupats pels seus propietaris, 13 estaven llogats i ocupats pels llogaters i 1 estava cedit a títol gratuït; 3 tenien una cambra, 7 en tenien dues, 24 en tenien tres, 45 en tenien quatre i 123 en tenien cinc o més. 186 habitatges disposaven pel capbaix d'una plaça de pàrquing. A 97 habitatges hi havia un automòbil i a 86 n'hi havia dos o més.

### Piràmide de població
La piràmide de població per edats i sexe el 2009 era:
| Homes | Edats   | Dones |
| ----- | ------- | ----- |
| 4     | 95 o +  | 0     |
| 0     | 90 a 94 | 8     |
| 0     | 85 a 89 | 8     |
| 0     | 80 a 84 | 12    |
| 16    | 75 a 79 | 12    |
| 16    | 70 a 74 | 12    |
| 28    | 65 a 69 | 16    |
| 12    | 60 a 64 | 20    |
| 4     | 55 a 59 | 0     |
| 28    | 50 a 54 | 16    |
| 16    | 45 a 49 | 8     |
| 16    | 40 a 44 | 8     |
| 8     | 35 a 39 | 16    |
| 20    | 30 a 34 | 8     |
| 4     | 25 a 29 | 8     |
| 12    | 20 a 24 | 4     |
| 8     | 15 a 19 | 12    |
| 8     | 10 a 14 | 12    |
| 12    | 5 a 9   | 16    |
| 0     | 0 a 4   | 4     |

## Economia
El 2007 la població en edat de treballar era de 261 persones, 196 eren actives i 65 eren inactives. De les 196 persones actives 181 estaven ocupades (110 homes i 71 dones) i 15 estaven aturades (9 homes i 6 dones). De les 65 persones inactives 33 estaven jubilades, 11 estaven estudiant i 21 estaven classificades com a «altres inactius».

### Ingressos
El 2009 a Céaux-d'Allègre hi havia 205 unitats fiscals que integraven 437 persones, la mediana anual d'ingressos fiscals per persona era de 14.875 €.

### Activitats econòmiques
Dels 17 establiments que hi havia el 2007, 8 eren d'empreses de construcció, 1 d'una empresa de comerç i reparació d'automòbils, 1 d'una empresa de transport, 5 d'empreses d'hostatgeria i restauració, 1 d'una empresa financera i 1 d'una empresa classificada com a «altres activitats de serveis».
Dels 8 establiments de servei als particulars que hi havia el 2009, 1 era un taller de reparació d'automòbils i de material agrícola, 2 paletes, 1 guixaire pintor, 2 fusteries, 1 lampisteria i 1 electricista.
L'any 2000 a Céaux-d'Allègre hi havia 45 explotacions agrícoles que ocupaven un total de 1.666 hectàrees.

## Equipaments sanitaris i escolars
El 2009 hi havia una escola elemental. Céaux-d'Allègre disposava d'un liceu d'ensenyament general

## Poblacions més properes
El següent diagrama mostra les poblacions més properes.